# Katarina Kieri
Katarina Elisabet Kieri, född 15 januari 1965 i Luleå, är en svensk författare. Hon utbildade sig till fritidspedagog vid Lärarhögskolan i Luleå och arbetade som fritidspedagog 1987–1995. Hon genomgick en skrivarkurs vid Medlefors folkhögskola 1990 och började sedan skriva sitt debutverk. Hon gjorde litterär debut 1993 med diktsamlingen Slutet sällskap. Hon har varit krönikör för Norrbottens-Kuriren och Norrtelje Tidning.
År 2015 utnämndes hon till hedersdoktor vid Luleå tekniska universitet.
Hon är brorsdotter till författaren Gunnar Kieri.

### Diktsamlingar
- 1993 – Slutet sällskap
- 1996 – Om man saknar vingar
- 2000 – Ur mitt lyckliga liv
- 2005 – Den röda fläcken på fastighetsmäklarens hals

### Barn- och ungdomsböcker
- 2002 – Ingen grekisk gud, precis
- 2003 – Födelsedagsmamman (illustrationer av Moa Hoff)
- 2004 – Dansar Elias? Nej!
- 2007 – Majas morsas kompis sambo – och andra noveller
- 2008 – Klart som korvspad, Astrakan (illustrationer av Sara Teleman)
- 2009 – Det snöar, Astrakan (illustrationer av Sara Teleman)
- 2010 – I det här trädet tillsammans med Per Nilsson
- 2010 – Vilken fullträff, Astrakan (illustrationer av Sara Teleman)
- 2012 – Mellan dig och dig
- 2014 – Vero hit & dit (illustrationer av Helena Lunding Hultqvist)
- 2014 – Månkan och jag har en hemlighet (illustrationer av Emma Virke)

### Romaner
- 2006 – Vem vågar sommaren?
- 2010 – Morbror Knuts sorgsna leende
- 2015 – Vårt värde

## Priser och utmärkelser
- 1999 – Rörlingstipendiet
- 1999 – Rubus arcticus
- 2003 – Rabén & Sjögrens debutantpris
- 2004 – Hans Petersonstipendiet
- 2004 – Tidningen Vi:s litteraturpris
- 2004 – Augustpriset för Dansar Elias? Nej![3]
- 2006 – Lundequistska bokhandelns litteraturpris för Vem vågar sommaren?[4]
- 2006 – Stipendium ur Lena Vendelfelts minnesfond[5]
- 2012 – Astrid Lindgren-priset[6]
- 2012 – Norrbottensakademiens SKUM-pris[7]
- 2015 – Hedersdoktor vid Luleå tekniska universitet[8]
- 2016 – Norrlands litteraturpris[9]